# جان كراوس (ممثل)
جان كراوس (بالتشيكية: Jan Kraus)‏ هو مقدم تلفزيوني وممثل تشيكي، ولد في 15 أغسطس 1953 ببراغ في التشيك.

## وصلات خارجية
- جان كراوس على موقع IMDb (الإنجليزية)
- جان كراوس على موقع ألو سيني (الفرنسية)
- جان كراوس على موقع أول موفي (الإنجليزية)
- جان كراوس على موقع قاعدة بيانات الأفلام السويدية (السويدية)
- جان كراوس على موقع قاعدة بيانات الفيلم (الإنجليزية)
- جان كراوس على موقع كينوبويسك (الروسية)